# Passage du Monténégro
Le passage du Monténégro est une voie du 19e arrondissement de Paris, en France.

## Situation et accès
Le passage du Monténégro est situé dans le 19e arrondissement de Paris, à l'est du quartier Place des Fêtes et au nord de Belleville, à proximité de la Porte des Lilas. Il est séparé du périphérique par le boulevard Sérurier. Rue pavée en légère pente, elle débute au 26, rue de Romainville, et se termine au 125, rue Haxo.
Le passage est desservi par le métro Télégraphe, et est relié au tramway et métro Porte des Lilas au bout de la rue de Belleville.
Autrefois lieu d'habitation ouvrier, le passage attire aujourd'hui de plus en plus d'artistes.

## Origine du nom
Elle porte le nom de l'ancien royaume des Balkans avant 1912, devenue république socialiste du Monténégro de l'ex-Yougoslavie, désormais république du Monténégro. Son nom pourrait se rattacher à la campagne napoléonienne de Dalmatie.

## Historique
Située sur le territoire du parc de l'ancien château de Ménilmontant dans l'ancienne commune de Belleville jusqu'en 1860, cette voie est attestée dès 1845, mais elle est sans doute plus ancienne.
C'est dans ce quartier, notamment dans la rue Haxo au bout du passage, qu'eurent lieu les derniers combats de la Commune de Paris en 1871.

## Bâtiments remarquables, et lieux de mémoire
- No  15 : ici vécut et mourut, en 1912, le sculpteur Mathurin Moreau, second prix de Rome en 1842. Il réalisa le mascaron sculpté qui figure sur la façade de la maison. Le bâtiment est un ancien corps de ferme du XVIIIe siècle[1].
- Certaines scènes du film de Jean-Pierre Melville, Le Samouraï (1967), ont été tournées dans les rues avoisinantes.